# O Estrondo II
O Estrondo II é um filme português de comédia de 2013, escrito por Alexandre Santos e Rúben Ferreira e realizado por Rúben Ferreira da Dark Studios. É a sequela da curta-metragem O Estrondo e após a sua estreia no YouTube, em três dias alcançou meio milhão de visualizações, o que demonstra o sucesso da sequela.

## Enredo
O filme começa pouco tempo depois dos eventos do Estrondo, onde os membros de um gangue decidem raptar a namorada grávida (Tânia Neves) de Alexandre Santos como suborno.
Depois da reunião, Alexandre e Zé da Branca (José Marques) encontram-se com a namorada de Alexandre, que nesse dia faz anos, acabam indo à Biothecare na Póvoa do Varzim onde esta faz a depilação. Mais tarde Alexandre, a sua namorada e Zé da Branca encontram-se num bar onde são vigiados por um membro da gangue. Neste momento, Tânia é raptada pela gangue, no entanto Alexandre e Zé da branca estão completamente embriagados e não conseguem fazer nada contra o rapto.
No dia seguinte, Alexandre e Zé da Branca recebem uma chamada da gangue, dizendo que estes teriam que cumprir as suas ordens para poderem ver Tânia de novo. Estas ordens incluem roubar chocapitos do Lidl de um traficante em Espinho e entregar a mercadoria em Guimarães. Alexandre e Zé dirigem-se a Espinho, onde entram num prédio em construção, onde o gangster está presente. Estes são surpresos por um dos capangas do dealer, mas acaba desmaiando depois de Alexandre arrotar na sua cara. Estes roubam os chocapitos do dealer, mas este não os deixa sair antes de uma batalha de hip hop. Nesta batalha contra NTS, Alexandre perde mas no entanto estes fogem e conseguem fugir com os chocapitos. A seguir estes dirigem-se a Guimarães, onde encontram o líder do gangue. Eles tentam entregar os chocapitos, no entanto o líder da gangue acredita que foi roubado e por isso acaba lutando contra Alexandre e Zé, levando a que estes sejam presos numa cave num apartamento.
Alexandre e Zé conseguem fugir da cave, mas acabam descobrindo que Tânia está num armazém na Maia e que esta vai ser vendida, por isso estes decidem ir salvá-la. No caminho para a Maia, Zé e Alexandre acabam tendo um desentendimento, mas pouco tempo depois estes voltam a ser amigos. Estes conseguem entrar no armazém, mas no interior do armazém são confrontados por dois capangas do gangue, e entram numa luta contra eles, onde são derrotados, no entanto os capangas começam a lutar entre si, e Alexandre e Zé aproveitam a situação para fugir. Eventualmente, Alexandre e Zé acabam encontrando o líder da gangue de novo e começam a trocar insultos, no entanto, Tânia entra em trabalho de parto, e os membros da gangue, Alexandre e Zé ajudam no parto. O bebé nasce e Alexandre coloca-lhe o nome de Carl Cox. Na cena final do filme os membros da gangue, Alexandre, Tânia e Zé ficam amigos e começam a fazer a dança do gunão.

## Elenco
- Alexandre Santos
- José Marques como Zé da Branca
- Tânia Saraiva
- Luis Vieira
- NTS
- Bruno Ferreira
- Miguel Neves
- Tiago Graça
- Miguel Rodrigues
- Carlos Azevedo
- Ricardo Fonseca
- Jorge Fonseca
- Susana Ferreira
- D.Cidália
- Pedro Faria
- Cherman
- Metrakha

## Banda Sonora
- Kinota - "Mão cheia de nada"
- Kubiculo 2 - "Qual é coisa qual é ela"
- NTS & MZ & ALPHA - "A mania da Joana"